# Pterolophia paramulticarinata
Pterolophia paramulticarinata là một loài bọ cánh cứng trong họ Cerambycidae.